# Jonas Winge Leisner
Jonas Winge Leisner (født 1977) er en dansk sanger og sangskriver.
Jonas Winge Leisner, der er søn af sangerinden Ulla Cold og sangskriveren Jesper Winge Leisner, blev for alvor kendt, da han medvirkede på soundtracket til Susanne Biers film Den eneste ene i 1999. Da filmen blev opsat som musical i 2005, medvirkede han også. To af sangene fra soundtracket, "I close my eyes" og "Don't Look for Love" blev desuden store radiohits og indbragte ham en platinplade. Andennævnte var en duet mellem Leisner og sangerinden Szhirley. Han har også lavet en del af musikken til Anja og Viktor - Kærlighed ved første hik 2 fra 2001. Siden 1997 har Leisner været forsanger i funk-bandet Ridin Thumb. Leisner læser desuden filosofi og litteratur ved Københavns Universitet.

## Diskografi

### Filmmusik
- 1999 Den eneste ene
- 2001 Min søsters børn

### Singler
- 1999 "I close my eyes" med Louise Norby
- 1999 "Don't Look for Love" med Szhirley